# 421 Zähringia
421 Zähringia eller 1896 CZ är en asteroid i huvudbältet, som upptäcktes 7 september 1896 av den tyske astronomen Max Wolf. Den är uppkallad efter det tyska furstehuset Zähringen.
Asteroiden har en diameter på ungefär 14 kilometer.